# Hôtel de ville d'Autoire
L'hôtel de ville d'Autoire est un bâtiment accueillant la mairie situé à Autoire, en France.

## Localisation
L'édifice est située dans le département français du Lot.

## Historique
L'hôtel de ville occupe l'ancien château seigneurial d'Autoire.
Les parties les plus anciennes du château seigneurial de la famille de Banze, puis de Peyrusse de Banze, doivent remonter au XIIIe siècle ou au XIVe siècle.
Le château a été transformé en hôtel de ville et école au XIXe siècle.
L'édifice est inscrit au titre des monuments historiques le 2 décembre 1942.